# NN-14
La carretera NN-14 es una vía departamental secundaria del occidente de Nicaragua. Tiene una longitud aproximada de 2,75 km y se localiza en el departamento de Chinandega. Su función principal es servir como conexión corta entre la NN-13 y la carretera NIC-12, facilitando el tránsito hacia la ciudad de Chinandega.

## Trazado y cruces
La vía conecta las afueras del sector Santa Emilia con la zona industrial sur y la carretera nacional NIC-12. Aunque corta en longitud, sirve como acceso estratégico a la red troncal de la región.
| km   | Localidad               | Departamento | Conexión / Ruta |
| ---- | ----------------------- | ------------ | --------------- |
| 0.0  | Santa Emilia            | CH           | NN 13           |
| 1.2  | Zona Sur                | CH           | Sin conexión    |
| 2.75 | Intersección con NIC-12 | CH           | NIC 12          |